# L'Île (film, 1973)
Pour les articles homonymes, voir L'Île.
Pour plus de détails, voir Fiche technique et Distribution.
L'Île (Остров, Ostrov) est un film soviétique réalisé par Fiodor Khitrouk, sorti en 1973.

## Synopsis
Un naufragé est interrogé par Interpol. Les impérialistes lui volent son palmier. Un missionnaire le console puis l'abandonne. Des scientifiques l'observent et des journalistes le harcèlent.

## Fiche technique
- Titre : L'Île
- Titre original : Остров (Ostrov)
- Réalisation : Fiodor Khitrouk
- Scénario : Fiodor Khitrouk
- Musique : Shandor Kallosh
- Photographie : Mikhaïl Drouïan
- Montage : Izabella Gerasimova
- Société de production : Soiouzmoultfilm
- Pays :  Union soviétique
- Genre : Animation
- Durée : 10 minutes
- Dates de sortie : 
  -  Union soviétique : 1973

## Distribution
- Elena Chepoy : la voix chantée

## Distinctions
Le film a reçu la Palme d'or du court métrage lors du Festival de Cannes 1974 et le Dragon d'or au Festival du film de Cracovie 1974.